# Jegor Stanislawowitsch Pasenko

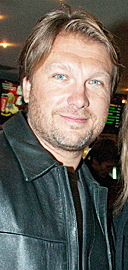
Jegor Pasenko (2010)

Jegor Stanislawowitsch Pasenko (russisch Егор Станиславович Пазенко, englische Transkription Egor Pazenko; * 25. Februar 1972 in Simferopol, Sowjetunion) ist ein russischer Theater- und Filmschauspieler.

## Leben
1993 schloss er die Ausbildung an der Schauspielabteilung des Moskauer Ateliers für Kunsttheater (актёрский факультет Школы-студии МХАТ) ab. Er wurde danach in Moskau als Theaterschauspieler tätig. Ab Mitte der 1990er Jahre kamen vermehrt Rollenangebote in Film und Fernsehen, darunter meist Krimis und Actionfilme.
Aus der ersten Ehe mit Julia Albertowna Prochorowa hat er einen Sohn. Er ist mit Aljona Sidorenko verheiratet, hat mit ihr eine Tochter und zieht deren beide Kinder aus erster Ehe auf. Er lebt aktuell in Malta. 

## Filmografie (Auswahl)
- 1997: The Saint – Der Mann ohne Namen (The Saint)
- 2000: Bruder 2 (Брат 2)
- 2000: Cast Away – Verschollen (Cast Away)
- 2004: Countdown – Mission Terror (Личный номер)
- 2004: Swesdotschjot (Звездочёт, Fernsehserie, 12 Folgen)
- 2011: Nastojatjel (Настоятель)
- 2012: 1812 – Ulanskaja Ballada (1812: Уланская баллада)
- 2016: Tschiller: Off Duty
- 2017: Naljot (Налёт, Fernsehserie, 8 Folgen)